# Panty

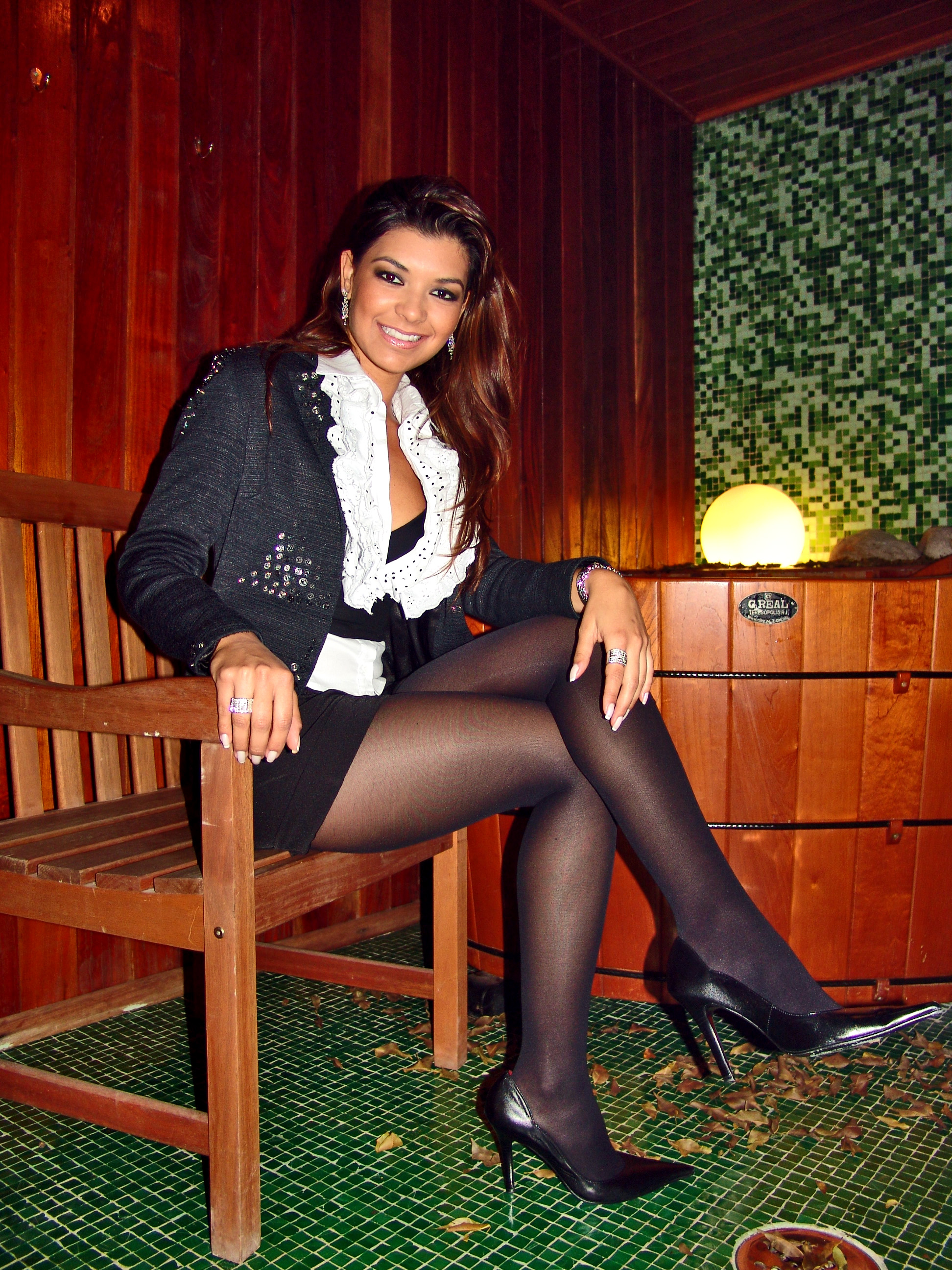
Vrouw met een nylonpanty

Een panty is een soort maillot, meer bepaald een nylonkous met broekje ineen. Panty’s zijn nauwsluitende beenkleding die het lichaam van de drager bedekken vanaf de taille tot aan de tenen. 
In 1967 kwamen ze op de markt mede door de opkomst van de minirok. Door de panty verdween de lange kous met jarretelle vrijwel uit het modebeeld. Het draagcomfort van een panty wordt door veel vrouwen beter gevonden.
Net als kousen of stockings zijn panty's meestal gemaakt van nylon of andere vezels gemengd met nylon.
Een netpanty is een geknoopte of geweven panty.
Panty's zijn ontworpen om:
- Aantrekkelijker te zijn qua uiterlijk
- Het verbergen van fysieke kenmerken zoals vlekken, blauwe plekken, littekens, haar, spataderen of aders
- Zichtbare slipranden te verminderen
- Het voorkomen van schuren tussen de voeten en schoeisel of tussen de dijen

Panty’s worden in de westerse samenleving naast het dragen als mode, soms ook door vrouwen gedragen als onderdeel van formele kleding. Sommige kledingvoorschriften van bedrijven en scholen vereisen dat panty’s worden gedragen wanneer rokken of shorts onderdeel zijn van het te dragen uniform.
Ook mannen kunnen panty’s dragen onder broeken of shorts, zowel als werkkleding als vrijetijdskleding.
Het woord panty is een afkorting van het Engelse pantyhose, letterlijk broekkous. Panty is dan weer een verkleinwoord van pantalon.

## Geschiedenis[1]

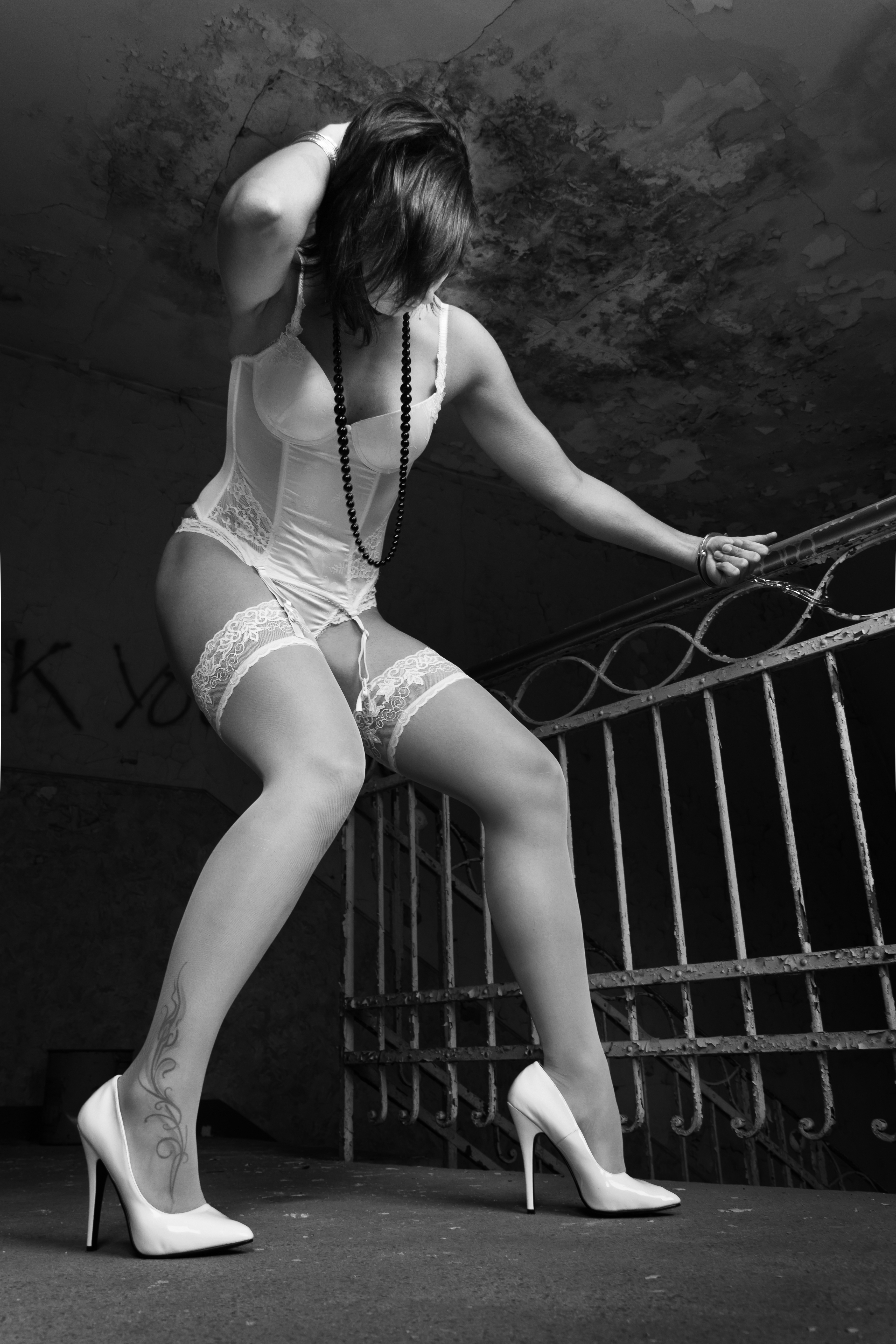
Vrouw die stockings draagt

De geschiedenis van panty’s, net als die van stockings, hangt samen met de verandering in de stijlen van vrouwenrokken. Voor de jaren 1920 werd er algemeen verwacht dat vrouwen hun benen in het openbaar zouden bedekken, inclusief enkels. Jurken en rokken reikten toen meestal tot op de grond. In de jaren 1920 begonnen de modieuze roklengtes voor vrouwen te stijgen, waardoor de benen tot net onder de knie zichtbaar werden. Hierdoor werden stockings ook populair om de benen te bedekken en enige warmte te bieden.
De doorzichtige stockings waren het meest populair, ze werden oorspronkelijk gemaakt van zijde of rayon. Na 1940 werden gemaakt van nylon, uitgevonden door DuPont in 1938.
Tijdens de jaren 1940 en 1950 zouden producenten in de theater- en filmindustrie kousen aan de slipjes van hun actrices en danseressen beginnen naaien, zoals getuigd door zangeres-actrice-danseres Ann Miller. Deze kledingstukken waren te zien in populaire films zoals Daddy Long Legs.
In 1953 ontwikkelde Allen Gant Sr. van Glen Raven Knitting Mills een commerciële equivalent van deze kousen die hij "Panti-Legs" noemde, maar deze werden pas rond 1959 op de markt gebracht. Tijdens deze periode ontwierp Ernest G. Rice zijn eigen ontwerp voor panty's, vergelijkbaar met die van vandaag, en in 1956 diende hij een patent in getiteld "Combination Stockings and Panty". Dit ontwerp werd overgenomen door andere fabrikanten, wat leidde tot juridische geschillen in Amerikaanse rechtbanken gedurende vele jaren voordat het patent enige tijd na Rice's eigen dood werd gehandhaafd. In 1974 diende actrice Julie Newmar met succes een patent in voor "Pantyhose with shaping band for cheeky derriere relief", een kledinginnovatie die beroemd werd door het kostuum dat ze in de jaren 1960 ontwierp voor haar rol als Catwoman in de tv-show Batman.
Tot die tijd was er weinig reden voor vrouwen buiten de showbusiness om "panty's" te dragen, omdat de langere roklengte het gebruik van kousen tot boven de knie mogelijk maakten. Desalniettemin maakten verbeterde textielproductieprocessen panty's steeds betaalbaarder in de jaren 1960. Ook werden ze comfortabeler en duurzamer te wijten aan de door de mens gemaakte materialen zoals spandex (of elasthaan). Door de komst van de modieuze minirok, die de benen tot ruim boven de knie blootstelde, werden panty’s voor veel vrouwen noodzakelijk. In 1970 overtroffen de Amerikaanse verkoopcijfers van panty’s die voor het eerst van stockings en dat is sindsdien zo gebleven. De panty werd een kledingstuk dat in de jaren 1970 en 1980 niet mocht ontbreken in de garderobe.
Vanaf 1995 begonnen de verkoopcijfers te dalen tot 2006 waar dit stabiliseerde, met nog maar minder dan de helft Amerikaanse verkopen van wat ze ooit waren. Deze daling is toe te wijzen en de opkomst van de blote benen mode, verandering van de dresscode op het werk en de toenemende populariteit van broeken.
Hoewel de verkoop van traditionele stijlen niet herstelde, zag men in de jaren 2000 de opkomst van andere specifieke stijlen. Visnetkousen, patronen en kleuren, ondoorzichtige panty's, panty's met lage taille, naadloze vormende kleding en panty's voor mannen (speels aangeduid als "mantyhose") kenden allemaal een stijging in de verkoop. In de jaren 2010 werd de rol van de panty overgenomen door strakke ondoorzichtige leggings die gedragen wordt in combinatie met informele kleding en zelfs zakelijke kleding. Hoewel panty’s populair blijven als onderdeel van formele kleding.

## Samenstelling[1]

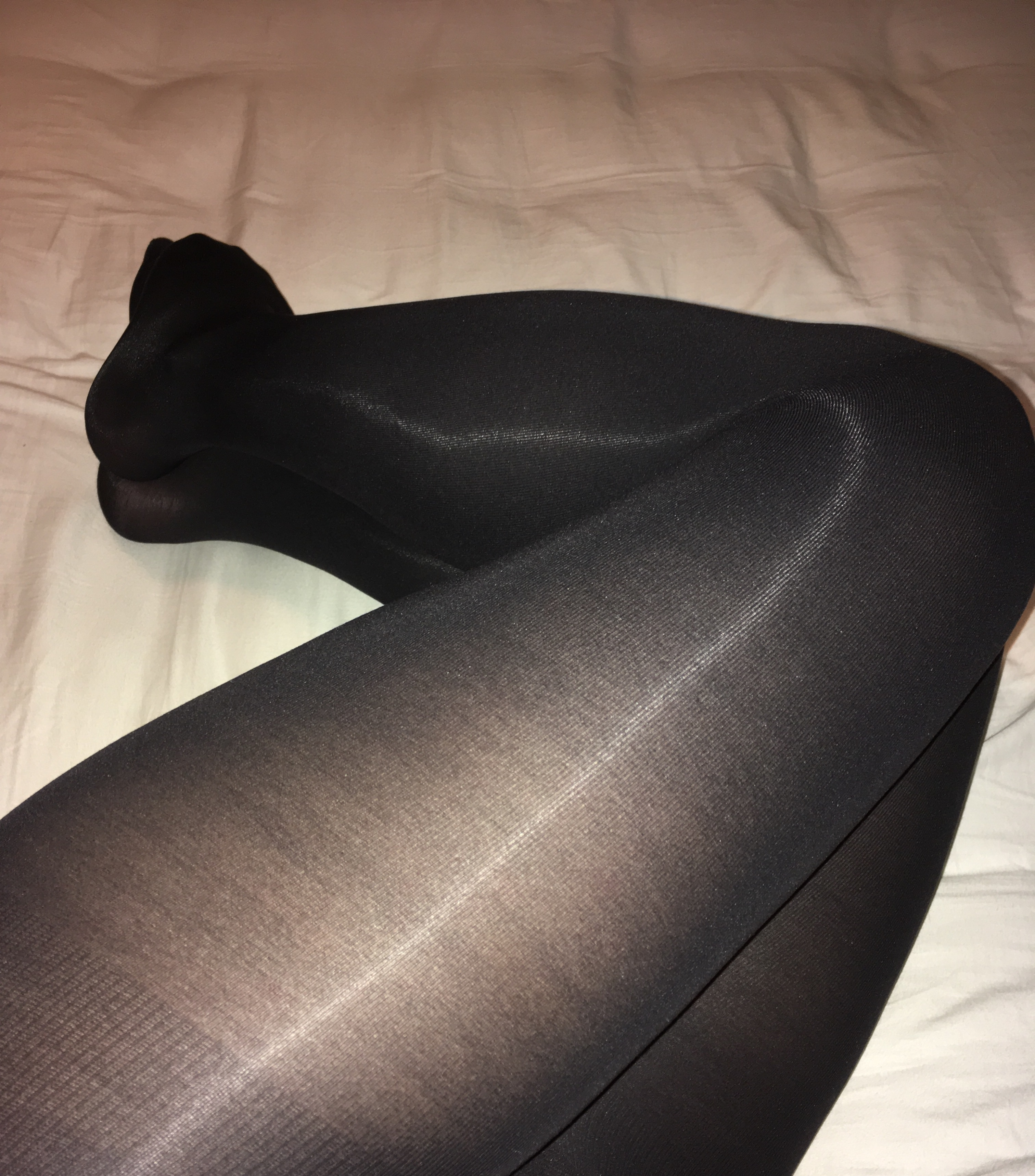
zwarte panty

Panty’s hebben over het algemeen een standaard constructie: De bovenkant van de taille is voorzien van een stevig elastiek. Het gedeelte dat de heupen en billen bedekt (het broekgedeelte) bestaat uit een dikkere stof dan voor de benen. Het kruisgedeelte dat de genitaliën bedekt, is gemaakt van een steviger materiaal, soms poreus katoen. De benen van de panty zijn gemaakt van de dunst mogelijke stoffen en hebben een consistente constructie tot aan de tenen van de drager. Het voetstuk kan verstrekt worden om slijtage te voorkomen.
De meeste panty’s zijn samengesteld uit nylon en een mix van spandex, wat zorgt voor de elasticiteit en de nauwsluitende pasvorm die kenmerkend is voor de moderne panty’s. Het nylonweefsel is enigszins erg vatbaar voor scheuren (“ladders”). Het is gebruikelijk dat dunne panty’s zeer snel stuk gaan nadat ze zijn blijven haken aan iets ruw of scherps. Dikkere panty’s (met hogere denier) daarentegen gaan veel langer mee en gaan veel minder rap stuk.
Er is zijn veel variaties in de constructie van panty’s, zoals visnetpanty’s. Panty’s kunnen ook bestaan uit andere materialen zoals zijde, katoen, kasjmier of wol.

## Stijlen[1]
Panty’s zijn verkrijgbaar in een brede schaal aan stijlen. De transparantie van de panty wordt uitgedrukt als een numerieke “denier”. De denier kan variëren van 3 (extreem zeldzaam, zeer dun, nauwelijks zichtbaar) tot 20 (standaard transparant), 30 (semi-doorzichtig) tot 250 (ondoorzichtig). De term “denier” verwijst vaak naar het gewicht van de gebruikte garen om het kledingstuk te produceren. Een hogere denierwaarde betekent een dikkere panty.

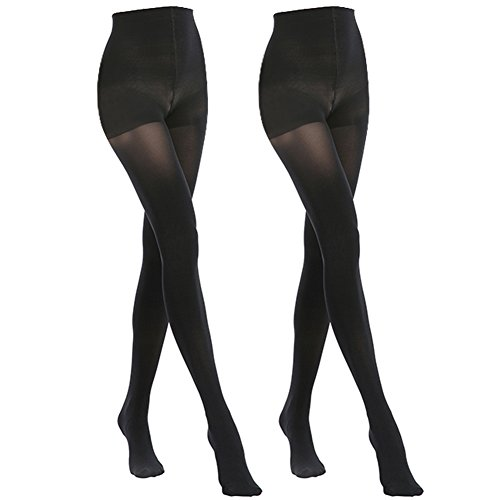
Control-top panty

Er bestaan verschillende soorten panty’s, zoals met een control-top. Deze zijn bedoeld om een slanker figuur te creëren, ze hebben versterkt broekgedeelte. Het broekgedeelte kan wel zichtbaar zijn bij het dragen van korte rokken of shorts.
Panty's die volledig doorzichtig zijn van taille tot teen, hebben een gelijkmatige dikte en kleur over het hele been en zijn ontworpen voor gebruik met hoog uitgesneden jurken, minirokken, hotpants of lingerie. Vaak zijn deze panty's langs de naad in het midden van het broekje versterkt en hebben ze sandalen tenen - onzichtbaar versterkte tenen.
Panty's met een open teen beginnen bij de taille en eindigen net voor de tenen, waardoor de tenen vrij blijven en de benen bedekt kunnen worden met de panty's.

## Gebruik door mannen[1]

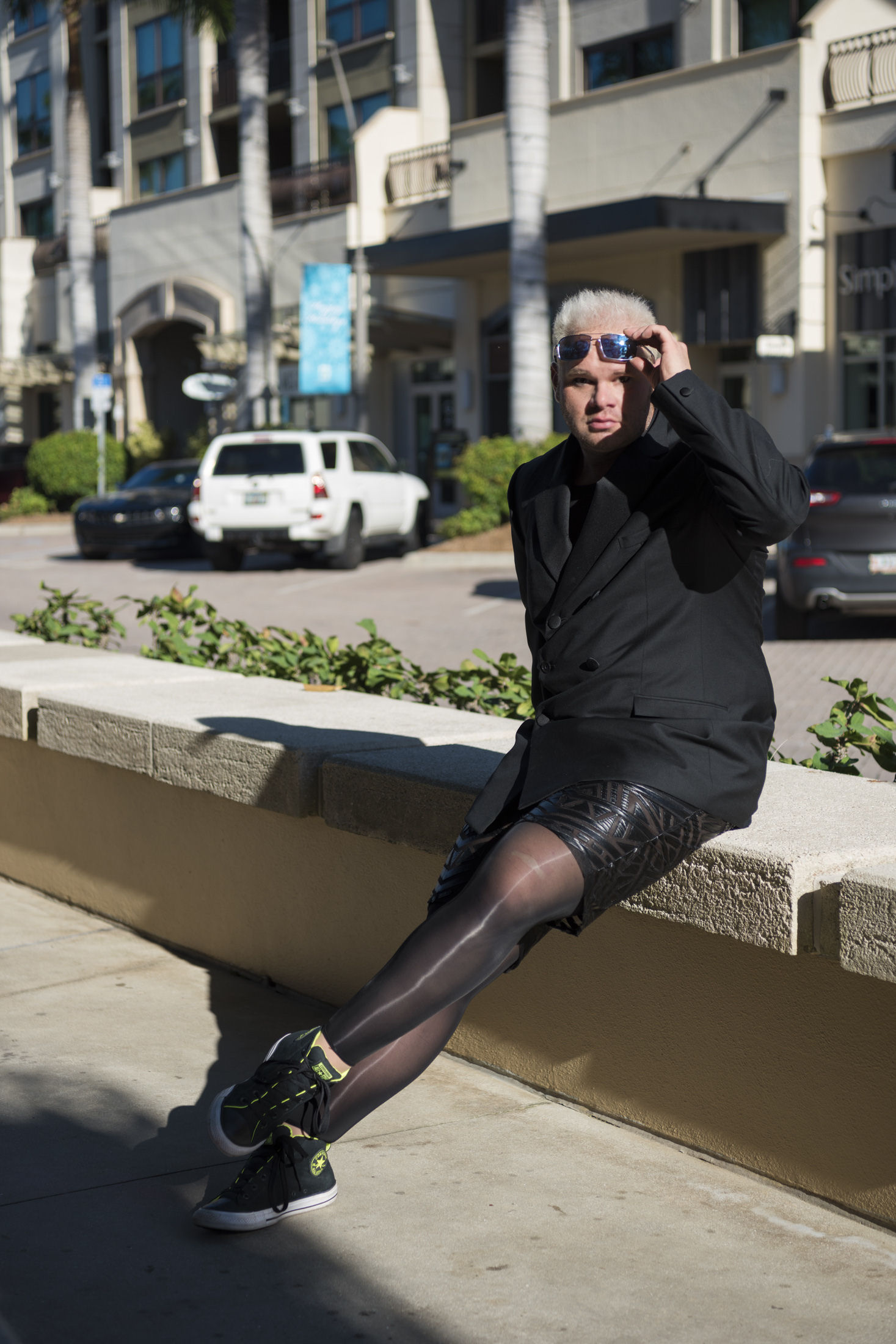
man in panty

Hoewel panty’s meestal worden beschouwd als een kledingstuk voor vrouwen, kunnen ze ook door mannen gedragen worden. Tegenwoordige worden panty’s steeds vaker gedragen door mannen. Ze worden gedragen onder shorts of lange broeken. Exacte cijfers zijn er niet maar uit Nederlandse rondvraag zou ongeveer 15% van de verkochte panty’s door mannen gedragen worden.
Mannen kunnen ze om verschillende redenen dragen, bijvoorbeeld voor thermische bescherming, therapeutische verlichting of simpelweg als een levenskeuze. Ook op mentaal vlak kan een panty een man gelukkiger maken en een sexy gevoel geven.
Sommige vissers die vanaf tropische stranden vissen dragen panty’s ter bescherming tegen kwallen, waarvan de stekels worden geactiveerd bij contact met een chemische stof op de blote huid.
In de late jaren 1990 begonnen verschillende fabrikanten met produceren van panty’s speciaal voor mannen. Er bestaat tegenwoordig een ruim assortiment aan verschillende soorten panty's speciaal voor mannen.
Als man is het belangrijk zelf uit te maken of je het liefst ‘vrouwen’ of ‘mannen’ panty’s draagt. Kies wat voor jou het meest comfortabel is en het best past bij het doel van het dragen van de panty.

## Bezorgdheden[1]
Naast de vele voordelen van panty’s zoals warmte en comfort, zijn er ook enkele nadelen:
- Nylon is in tegenstelling tot katoen niet absorberend. Hierdoor blijft zweet meer in contact met de voeten, benen en het genitale gebied, wat bacteriegroei kan veroorzaken    en kan zorgen voor een bijhorende geur. Sommige panty-producten bevatten zilver om geur en zweten van voeten te voorkomen. Een andere manier om transparantie te verminderen is het dragen van panty’s gemaakt van natuurlijke vezels zoals zijden.

- Sommige vrouwen dragen om milieuredenen geen panty's, omdat ze meestal niet kunnen worden gerecycled en nylon panty's niet biologisch afbreekbaar zijn. Het weggooien van dit artikel draagt bij aan overmatig gebruik van stortplaatsen. Het verbranden van nylon panty's kan soms ook giftige stoffen in de atmosfeer vrijgeven.

- Panty's zijn bekritiseerd vanwege hun dunne en kwetsbare gebreide stof, die gemakkelijk kan scheuren of ladderen. De drager kan een ladder in de panty veroorzaken door een teennagel in de stof te vangen bij het aantrekken, door de panty vast te haken aan een ruw oppervlak zoals een hoek van een bureau of een auto en door tal van andere risico's. Sommige vrouwen brengen heldere nagellak of haarlak aan op hun panty's om te voorkomen dat ladders verder gaan. Sommige merken bieden "ladderbestendige" panty's aan die duurzamer zijn dan gewone panty's.

## Fetisj[3]
Sommige mensen ervaren seksuele opwinding van het uiterlijk of gevoel van panty’s.
Het kan vooral als man opwindend zijn om panty’s te verzamelen en te dragen. In sommige gevallen wordt dit gedaan met het doel van kortstondige seksuele stimulatie. Anderen dragen een panty regelmatig onder een broek of een zakelijk pak.
De groei van online winkelen heeft mannen in staat gesteld om anoniem door verschillende soorten panty’s te bladeren.
Zulke fetisjen kunnen ook worden onderverdeeld in veel subcategorieën met betrekking tot hun aantrekkingskracht tot bepaalde soorten panty's. Sommigen vinden bijvoorbeeld visnetkousen meer opwindend dan andere vormen. Andere voorkeuren zijn panty’s met versterkte hiel en teen, enz.

## Commando[4]

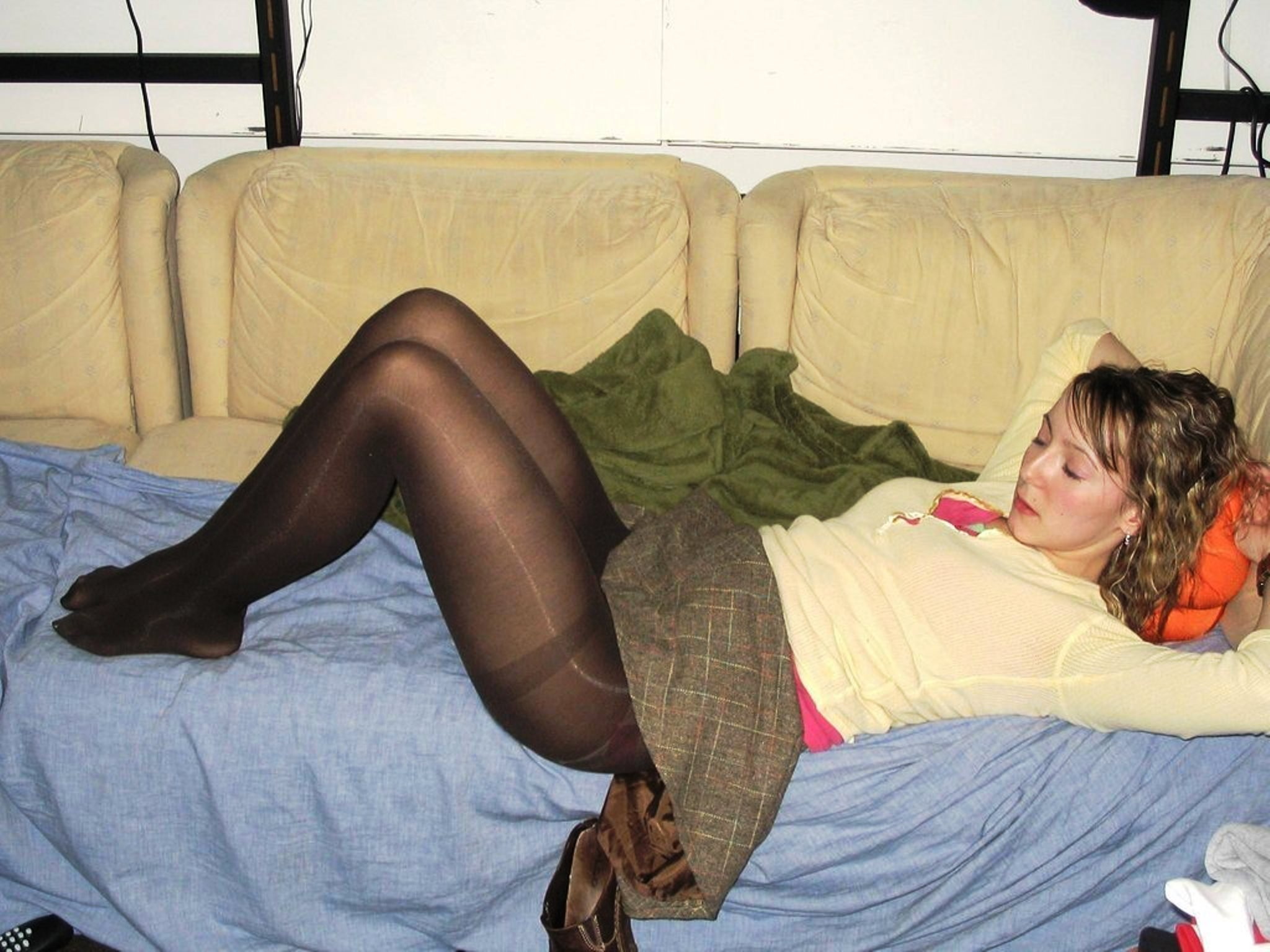
vrouw in panty

Panty's kunnen prima zonder ondergoed dragen worden, maar wanneer dit regelmatig gedaan wordt, overweeg dan wel de gezondheidsrisico’s. Vaginale folliculitis, schimmelinfecties, urineweginfecties en schuren zijn een paar mogelijke aandoeningen die kunnen voorkomen wanneer er niet goed opgelet wordt bij het dragen van een panty zonder ondergoed. Vochtige en warme omgevingen creëren helaas ideale omstandigheden voor bacteriën en schimmel om te groeien.
Bij het kiezen van panty’s om zonder ondergoed in te gaan, kies indien mogelijk voor natuurlijke stoffen, bij voorkeur met een ingebouwde katoenen kruisje. Dit kruisje fungeert eigenlijk als ondergoed omdat het een katoenen voering is die in de panty's is genaaid. Was de panty ook regelmatig na het dragen. Wanneer hier goed op gelet wordt hoeft men zich geen zorgen te maken om elke dag een panty zonder ondergoed dragen. Bij de meeste kwaliteitsvolle merken (zoals Wolford) is het veilig om de panty zonder ondergoed te dragen. Belangrijk is om te weten dat ieder zijn eigen voorkeur heeft.
Naast commando is naadloos ondergoed ook een goede optie om met een panty te dragen.

## Galerij

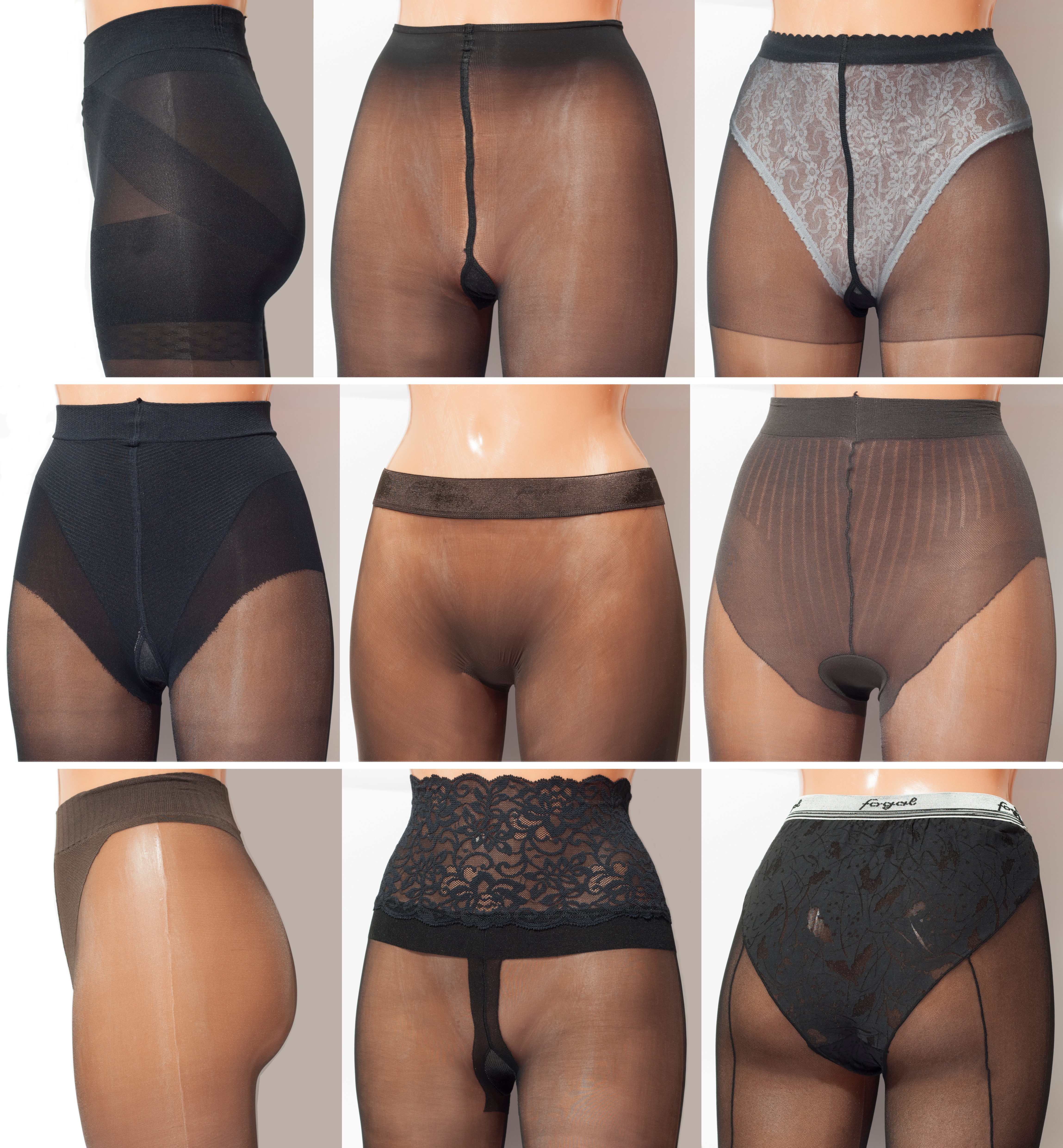
overzicht van verschillende soorten panty broekjes

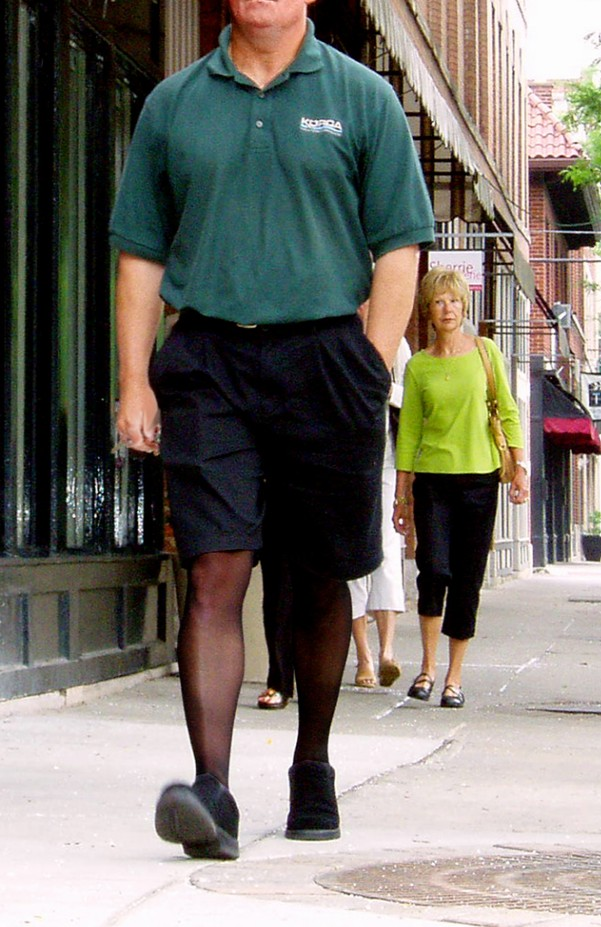
man met panty onder short

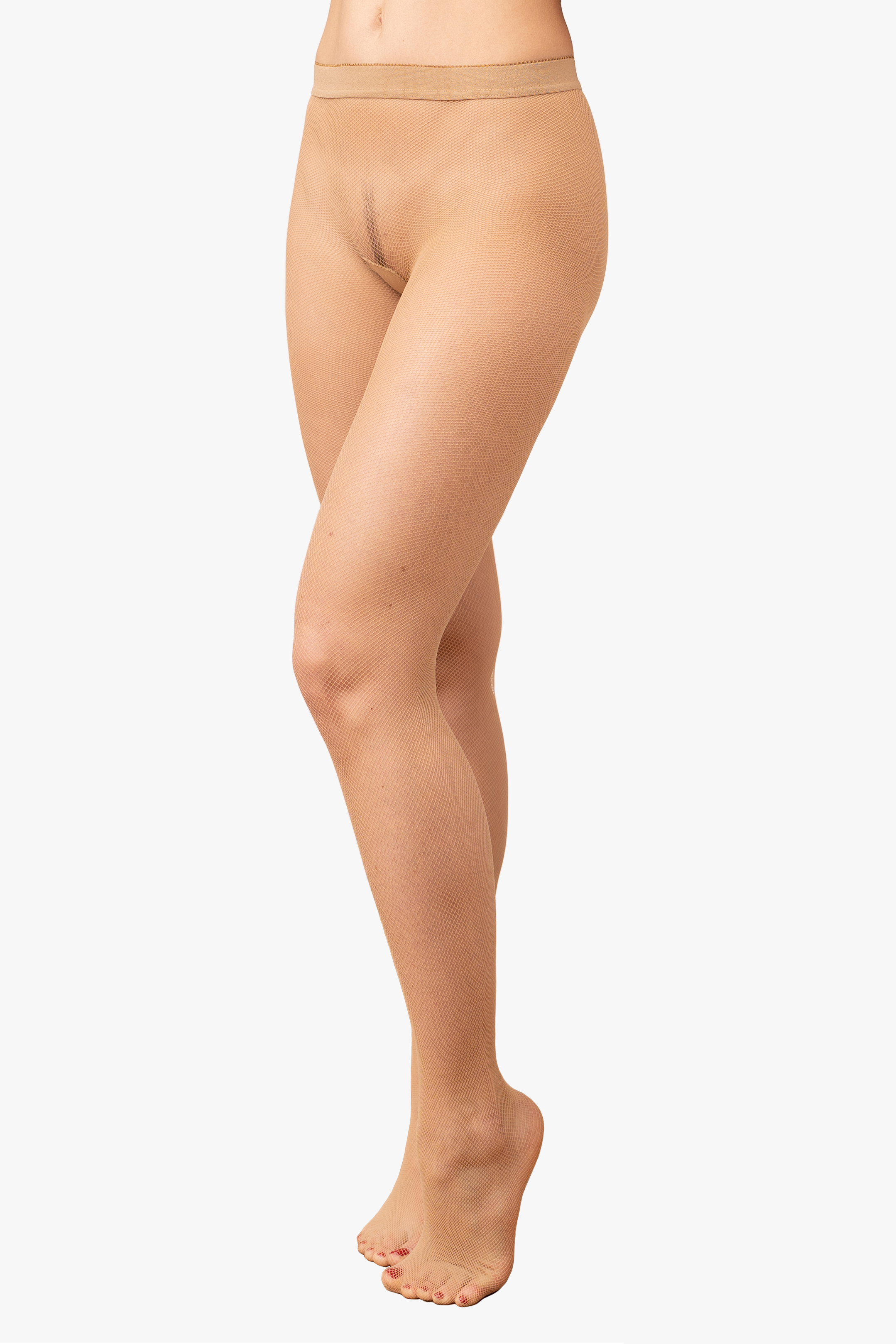
commando in panty